# 一個鐘一個梁榮忠
《一個鐘一個梁榮忠》（英文 : 60 Minutes with Joey Leung）是香港電台第二台創新式節目，梁榮忠及梁學曦聯合主持，主持每星期以自身經歷閒話家常，加上每集都有不同劇目的動漫天空小說，更於每週接受聽眾來電留言錄音再播出。
一個鐘一個梁榮忠逢星期日中午十二時至一時，香港電台第二台播放。

## 官網節目介紹
「一個鐘」可以做什麼？星期日的一個小時，不如放鬆心情食一個豐富午餐，扭開收音機聽住梁榮忠、梁學曦與你分享圍繞身邊的小故事，以嘻笑怒罵方式令你在大笑過後亦會有所得著。再以輕鬆歌曲讓你深澱過去一週的煩惱，在新的一星期重新再出發。「一個鐘，一個梁榮忠」，令你期待每一個星期天。

## 語錄（廣東話）
- 點解我會咁樣睇呢個世界？因為我咁樣經歷過呢個世界！

- 我啱，我唔啱？我都未講，你點知我啱唔啱？不如大家聽人哋講。

- 你未必會贊成我嘅睇法，但係你都應該聽下我講。就算，不同世界，仍然，同一天空。

- 就算我唔認同你嘅睇法，我都要保障你講嘢嘅權利。呢個世界，唔係得一個人講哂。

## 外部連結
- 一個鐘一個梁榮忠節目網頁 （页面存档备份，存于）

| 前一節目： 講東講西 | 一個鐘一個梁榮忠 香港電台第二台節目 星期日中午12時至1時 | 下一節目： 紳士30路 |